# Lavukaleve
Le lavukaleve est une langue papoue parlée aux Salomon par 1 780 locuteurs dans les Îles Russell, situées au nord-ouest de Guadalcanal. Il est également appelé laube et laumbe.

Parmi les 75 langues des îles Salomon, seules quatre sont papoues – dont le lavukaleve.